# Избори за Европейския парламент (2019)
Изборите за Европейски парламент през 2019 г. се провеждат между 23 и 26 май 2019 г. Те са деветите парламентарни избори след първите преки избори през 1979 г. Общо 751 членове на Европейския парламент (ЕП) представляват повече от 512 милиона души от 28 държави членки. През февруари 2018 г. Европейският парламент гласува за намаляване на броя на членовете на ЕП от 751 на 705, при условие че Обединеното кралство излезе от Европейския съюз на 29 март 2019 г. Обединеното кралство обаче участва заедно с други държави членки на ЕС след удължаване на член 50 до 31 октомври 2019 г. Разпределението на местата между държавите членки и общият брой на местата остава както през 2014 г. Деветият Европейски парламент провежда първата си пленарна сесия на 2 юли 2019 г.
На 26 май 2019 г. Европейската народна партия с председател Манфред Вебер, печели най-много места в Европейския парламент, с което Манфред Вебер става определящ кандидат за следващ председател на Европейската комисия. Въпреки това, след изборите Европейският съвет решава да номинира Урсула фон дер Лайен за нов председател на Комисията. Лявоцентристките и дясноцентристките партии претърпяват значителни загуби, докато проевропейските центристки, либерални и екологични партии и антиевропейските десни популистки партии постигат значителен успех.